# Piazza Armerina
Piazza Armerina, en sicilien Chiazza, est une commune du libre consortium municipal d'Enna en Sicile (Italie). À proximité de Piazza Armerina se trouve la villa romaine du Casale.

## Histoire
Après la reconquête de la Sicile sur les musulmans (1060-1091), des colons venus du nord de l'Italie furent installés dans la région pour repeupler les zones dépeuplées de l'île après l'expulsion des musulmans. Des « Lombards » (en fait des Piémontais et des Liguriens) furent installés à Piazza Armerina où vivaient toujours des musulmans, tolérés par les Normands, nouveaux maîtres de la Sicile. En 1161, lors d'une révolte dirigée par des barons rebelles (dont Tancrède de Lecce et Roger Sclavo) contre le roi Guillaume Ier de Sicile, la population musulmane fut massacrée ; le roi, pour punir les rebelles, rassembla ses troupes et attaqua Piazza Armerina qui fut entièrement détruite. À partir de 1163, la ville fut reconstruite par ce même roi.
1296 : le roi Frédéric II de Sicile y réunit le Parlement et s'engage à faire la guerre contre son beau-père Charles d'Anjou.
1300 : les paysans révoltés sont déportés à Enna.
1604 : construction du « Dôme », église baroque.

## Traditions

### Le Palio des Normands
Le Palio des Normands est une fête médiévale qui a lieu tous les ans pendants trois jours en août, le 12, 13 et 14. Il s'agit de l'évènement le plus important pour la ville de Piazza Armerina et attire des touristes chaque année. Les participants, en costume d'époque, rejouent l'histoire de la ville lors de la guerre sainte menée par le comte Roger Ier à l'encontre des musulmans. Ils fêtent de cette façon la libération de la ville.
Des défilés et des courses de chevaux sont organisés. Le troisième jour ont lieu des tournois opposant quatre équipes de cavaliers de quatre quartiers différents.

## Monuments

### Cathédrale de Piazza Armerina

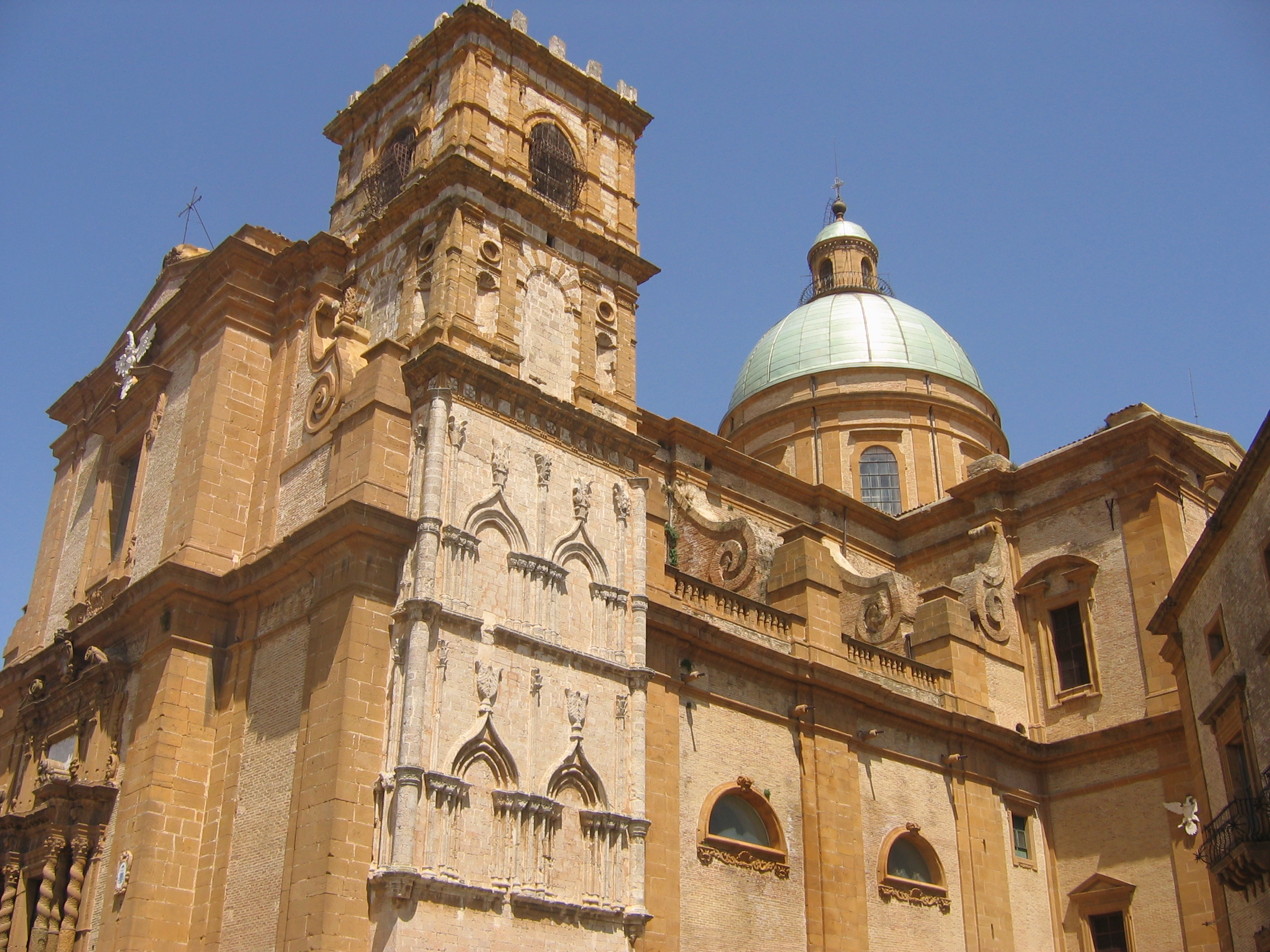
Piazza Armerina, Duomo.

Cathédrale de Piazza Armerina (duomo) Maria Santa delle Vittorie : commencée en 1604 et achevée en 1719. Elle possède un clocher de 44 mètres de hauteur. Elle est coiffée d'un dôme de 13,88 mètres de diamètre qui culmine à 76,50 mètres du sol. De style baroque, l'intérieur est surchargé de décorations.

### Villa romaine du Casale
La villa romaine du Casale est un site protégé par l'UNESCO. Elle est inscrite sur la liste du patrimoine mondial depuis 1997. Le parc archéologique de 3 500 m2 est connu pour ses mosaïques présentes sur l'ensemble de la villa et très bien préservées. Celles-ci représentent de nombreux sujets, scènes de chasse, scène de jeux, etc. Élément particulier, de jeunes femmes en tenues ressemblant à des bikinis sont représentées pratiquant du sport.
La villa semblait être la résidence d'un haut représentant de l'aristocratie. Elle aurait été construite pour lui au IIIe siècle mais a connu plusieurs modifications dans les siècles qui ont suivi.

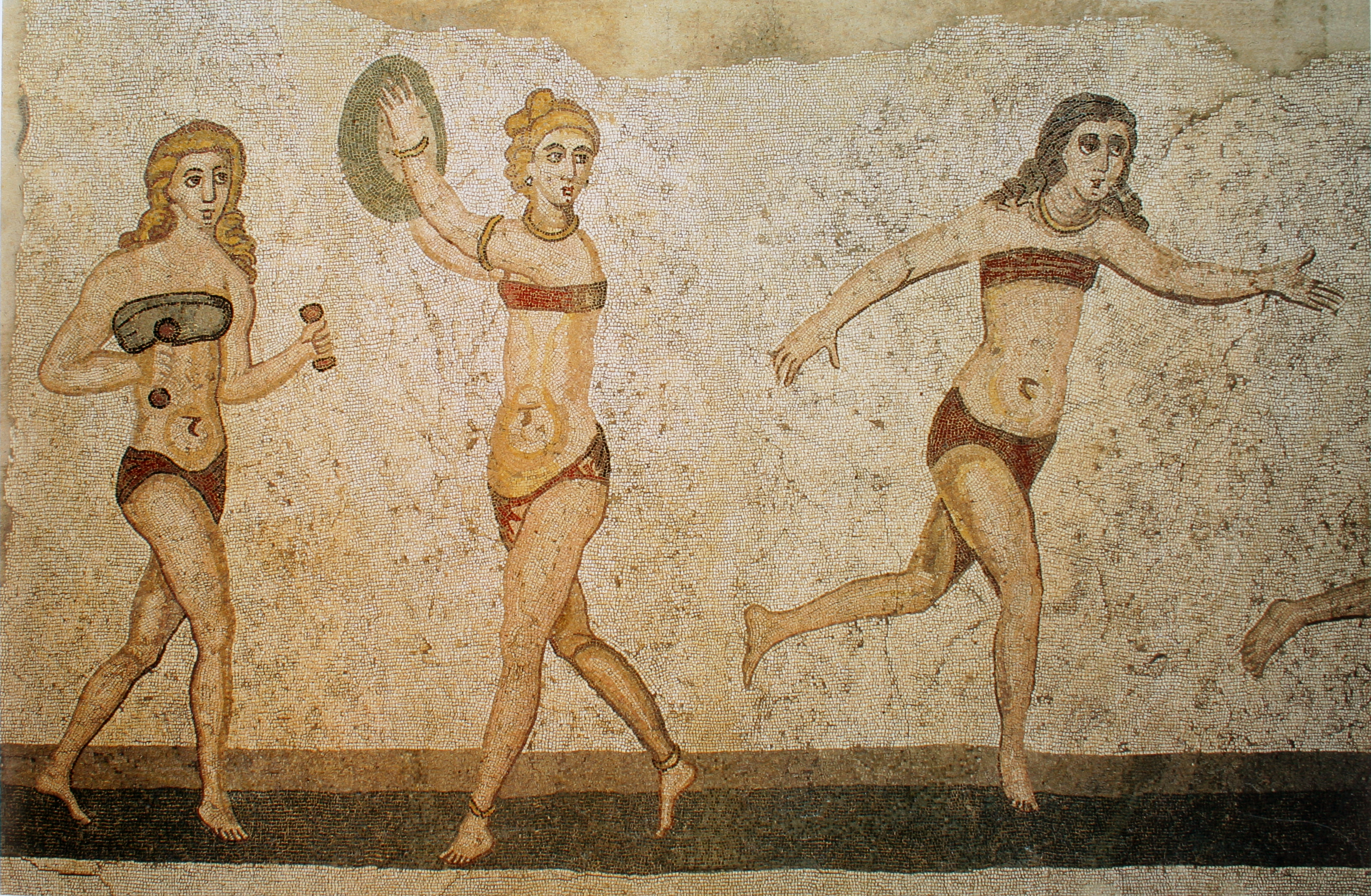
Villa romaine : mosaïque des Bikinis.
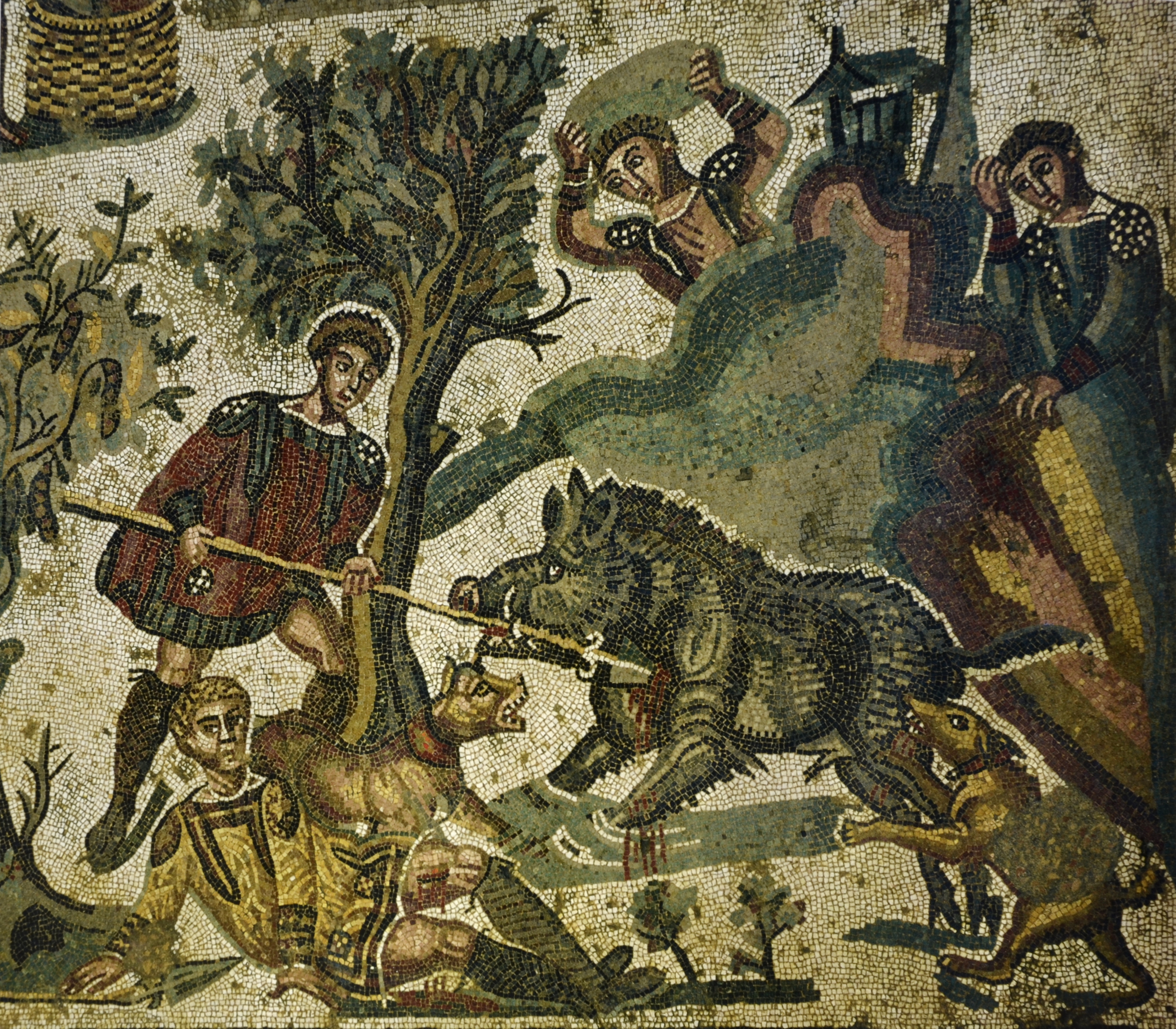
Villa romaine : mosaïque de la petite Chasse.
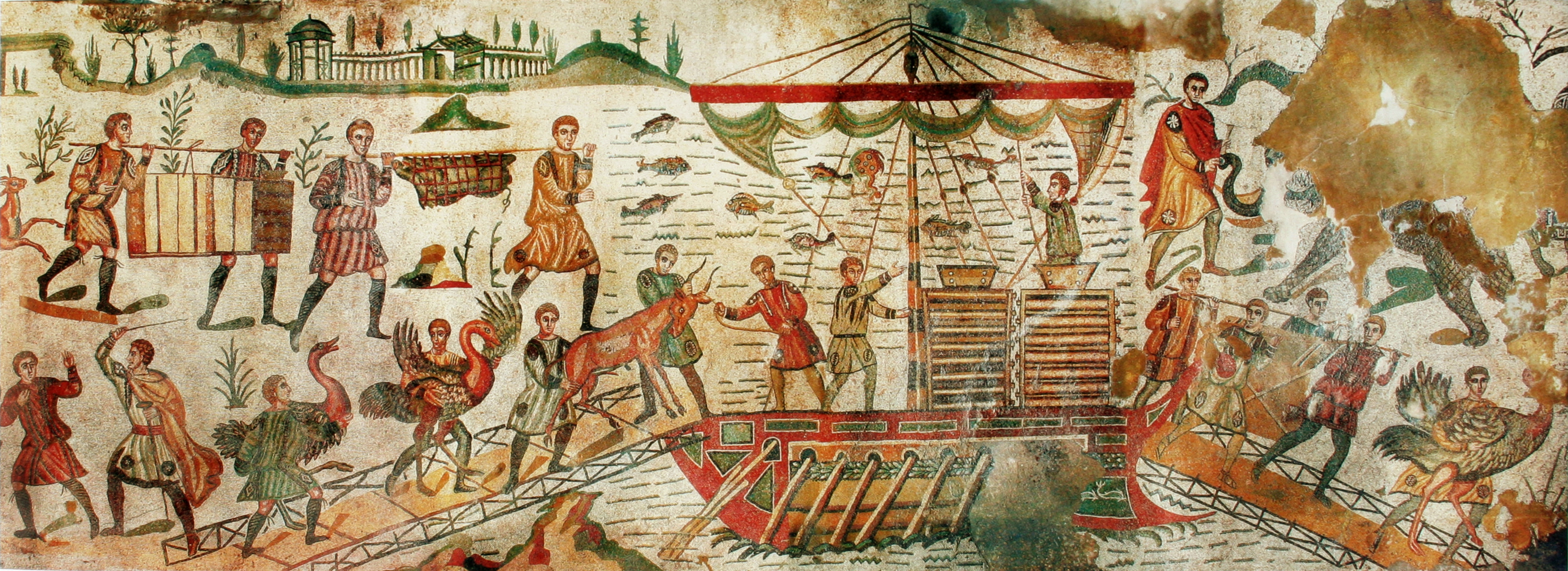
Villa romaine : transport d'animaux.

### Autres monuments
- Château des Aragonais
- Église San Giovanni Evangelista
- Église du Gran Priorato di Sant'Andrea (prieuré de Saint-André), XIe siècle
- Monastère franciscain
- Palazzo di Città (1773)
- Palazzo Demani (XVIIe siècle)
- Palazzo Trigona (XVIIIe siècle)

## Établissements publics
- École Giorgio Boris Giuliano (depuis 2005)

## Personnalités
- Prospero Intorcetta (1625-1696), prêtre jésuite et missionnaire en Chine, traducteur des œuvres de Confucius.
- Boris Giuliano (1930-1979), enquêteur de la Polizia di Stato et chef de la Squadra mobile de Palerme

## Administration
| Période          | Période          | Identité                    | Étiquette           | Qualité |
| ---------------- | ---------------- | --------------------------- | ------------------- | ------- |
| 15 décembre 1997 | 29 novembre 1999 | Fulvio Salvatore Sottosanti | Alleanza Nazionale  | Maire   |
| 29 novembre 1999 | 28 juin 2004     | Ivan Velardita              | Centro Sinistra     | Maire   |
| 28 juin 2004     | 29 juin 2008     | Maurizio Prestifilippo      | Centro Destra       | Maire   |
| 29 juin 2008     | 11 juin 2013     | Fausto Carmelo Nigrelli     | Partito Democratico | Maire   |
| 11 juin 2013     | 25 juin 2018     | Filippo Miroddi             | Lista Civica        | Maire   |
| 25 juin 2018     | En cours         | Nino Cammarata              | DiveneràBellissima  | Maire   |

### Hameaux
Floristella, Grottacalda, Polleri, Santa Croce, Ileano, Azzolina, Farrugio, Serrafina

### Communes limitrophes
Aidone, Assoro, Barrafranca, Caltagirone (CT), Enna, Mazzarino (CL), Mineo (CT), Mirabella Imbaccari (CT), Pietraperzia, Raddusa (CT), San Cono (CT), San Michele di Ganzaria (CT), Valguarnera Caropepe

### Évolution démographique
Habitants recensés